# Эстергайош, Цецилия
Цеци́лия Э́стергайош (венг. Esztergályos Cecília; родилась 26 января 1943, Будапешт, Венгрия) — венгерская актриса театра и кино.

## Биография
В 1958 году окончила Хореографическое училище и в 1960-1963 годах состояла в труппе Театра балета города Печ. В 1968 году заканчивает Высшую школу театра и кино. С 1968 года в труппе будапештского театра «Талия». В кино дебютировала в 1962 году.

## Семья
В 1989 году Цецилия вышла замуж за Петера Фоньоди (Fonyódi Péter, род. 1948), известного музыканта и барабанщика, основателя бит-группы «Memphis» и участника «Corvina». Их дочь - Бернадетта Фоньоди (Fonyódi Bernadette), супруг которой Раймунд Фодор (Fodor Rajmund, род. 1976) - чемпион мира и олимпийских игр по водному поло.

## Избранная фильмография
- 1962 — Ты / Te — A lány (к/м)
- 1962 — Потерянный рай / Elveszett paradicsom —
- 1964 — Пора мечтаний / Álmodozások kora (Felnott kamaszok) — Аги
- 1964 — Что делало Ваше величество с трёх до пяти? / Mit csinált Felséged 3-tól 5-ig? —
- 1969 — Профессор преступного мира / Az alvilág professzora — Béresné, Éva
- 1973 — Футбол давних времен / Régi idök focija — Ila, a bundás nõ
- 1974 — Золотой телёнок / Aranyborjú — Calvarossi, bûvész (т/ф по Ильфу и Петрову)
- 1975 — Где вы, Дерине? / Déryné hol van? — Schodelné
- 1977 — Горе от ума / Az ész bajjal jár — Лиза (т/ф по Грибоедову)
- 1978 — С Новым годом! / BUÉK! — Éva, Gyuri felesége
- 1979 — Этот день – подарок / Ajándék ez a nap — Ирен Земан
- 1979 — Вишнёвый сад / Cseresznyéskert —  (т/ф по Чехову)
- 1981 — С днём рождения, Мерилин! / Boldog születésnapot, Marilyn! — Мари Сабо / Мерилин
- 1981 — Дурной глаз / Kabala — Аня
- 1983 — Игра в облаках / Felhöjáték — Анни

## Награды
- 1974 — Премия имени Мари Ясаи
- 1982 — Заслуженная артистка ВНР
- 2012 — Премия имени Шандора Печи
- 2013 — Народная артистка Венгрии